# Очелата (Оклахома)
Очелата (англ. Ochelata) — місто (англ. town) в США, в окрузі Вашингтон штату Оклахома. Населення — 427 осіб (2020).

## Географія
Очелата розташована за координатами 36°36′3″ пн. ш. 95°58′52″ зх. д. / 36.60083° пн. ш. 95.98111° зх. д. (36.600943, -95.981190).  За даними Бюро перепису населення США в 2010 році місто мало площу 0,63 км², уся площа — суходіл.

## Демографія
Згідно з переписом 2010 року, у місті мешкали 424 особи в 165 домогосподарствах у складі 122 родин. Густота населення становила 677 осіб/км².  Було 187 помешкань (298/км²).
Расовий склад населення:
| - 75,0 % — білих - 15,1 % — корінних американців |

До двох чи більше рас належало 9,7 %. Частка іспаномовних становила 1,9 % від усіх жителів.
За віковим діапазоном населення розподілялося таким чином: 23,1 % — особи молодші 18 років, 59,0 % — особи у віці 18—64 років, 17,9 % — особи у віці 65 років та старші. Медіана віку мешканця становила 41,8 року. На 100 осіб жіночої статі у місті припадало 99,1 чоловіків;  на 100 жінок у віці від 18 років та старших — 86,3 чоловіків також старших 18 років.
Середній дохід на одне домашнє господарство  становив 47 230 доларів США (медіана — 38 333), а середній дохід на одну сім'ю — 56 030 доларів (медіана — 46 250). Медіана доходів становила 37 344 долари для чоловіків та 31 250 доларів для жінок. За межею бідності перебувало 8,4 % осіб, у тому числі 8,5 % дітей у віці до 18 років та 10,5 % осіб у віці 65 років та старших.
Цивільне працевлаштоване населення становило 174 особи. Основні галузі зайнятості: освіта, охорона здоров'я та соціальна допомога — 27,6 %, роздрібна торгівля — 18,4 %, транспорт — 9,2 %, будівництво — 8,0 %.